# Camilla Friedländer
Pour les articles homonymes, voir Friedlander.
Camilla Edle von Malheim Friedländer, née le 10 décembre 1856 à Vienne et morte le 3 octobre 1928 dans la même ville, est une peintre autrichienne.

## Biographie
Camilla Friedländer est la fille du peintre de genre Friedrich Friedländer (de), qui reçoit le titre de "Ritter von Malheim" en 1889. Elle a trois sœurs et deux frères, dont Hedwig Friedländer (de) et Alfred Friedländer (de) également peintres. Elle reçoit sa formation artistique de son père et partage un atelier avec lui. Ensemble, ils voyagent en Italie, en Orient et à Paris, où Camilla Friedländer séjourne pour poursuivre ses études.
En 1879, Friedrich Friedländer envoie un portrait de sa fille Camilla à l'exposition internationale d'art du Palais des glaces de Munich, et elle-même y montre une nature morte de cuisine. En 1882, Camilla Friedländer commence à exposer à la Künstlerhaus de Vienne. En outre, elle montre ses œuvres lors d'expositions de l'Association autrichienne d'art et à l'Exposition universelle de 1893 à Chicago. Elle remporte une médaille avec une œuvre exposée au Crystal Palace de Londres. Sa peinture à l'huile Objets orientaux, qu'elle présente en 1891 lors de la 20e exposition à la Künstlerhaus de Vienne, est achetée par l'empereur François-Joseph Ier.
À la mort de son père en 1901, Camilla Friedländer entre au couvent des salésiennes de Vienne (de) la même année et abandonne le métier de peintre.

## Œuvre

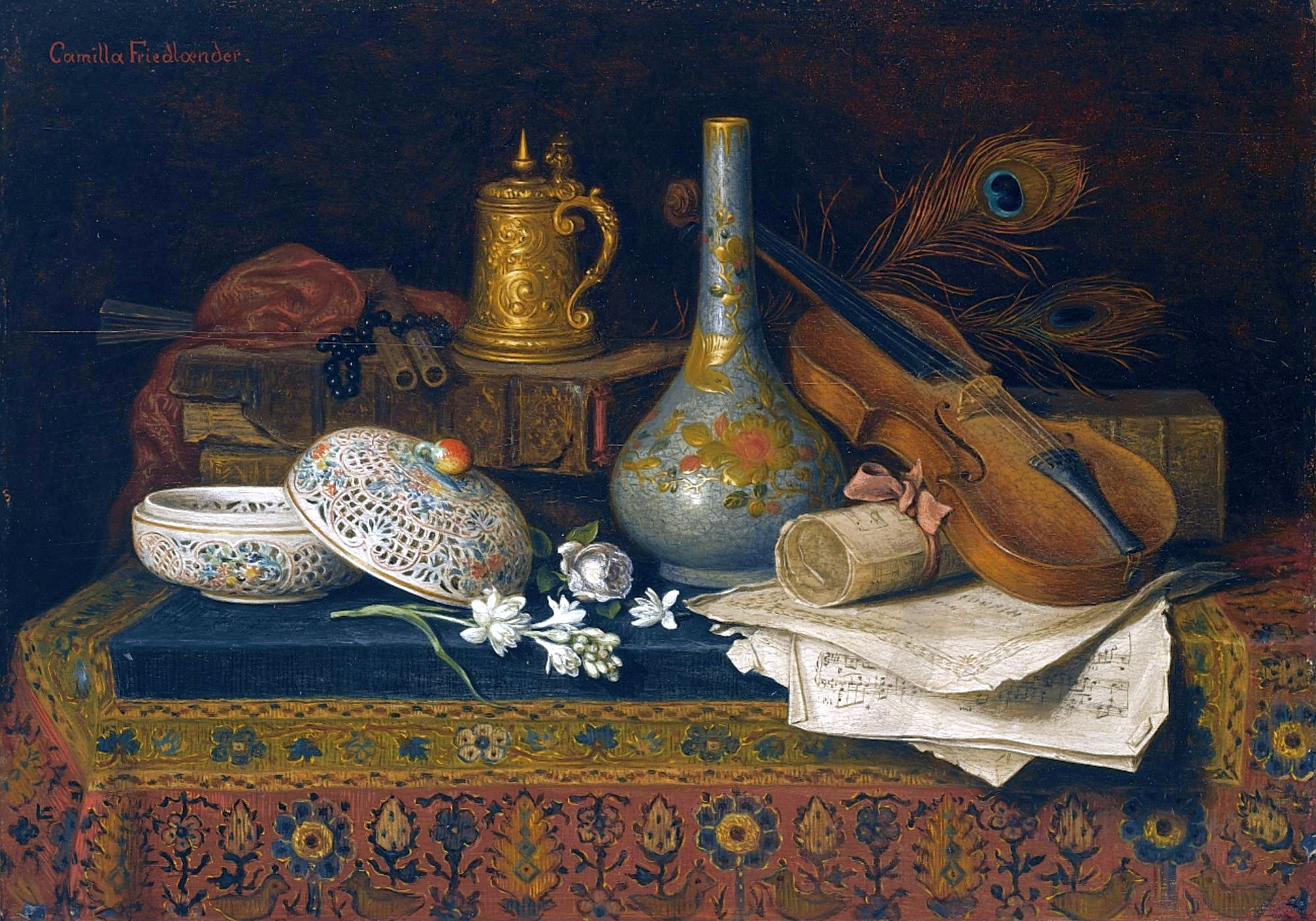
Nature morte aux objets chinois et au violon

Camilla Friedländer peint principalement des natures mortes de petit format ou des miniatures à l'huile sur bois. Elles représentent notamment des objets de cuisine et de ménage (souvent d'origine orientale), ainsi que des antiquités, des fleurs et des animaux morts. Ses œuvres sont très détaillées, précises et exécutées avec une application soignée de la peinture.